# Random Album Title
Random Album Title is het derde album en het doorbraakalbum van de Canadese dj/producer deadmau5. Het album werd wereldwijd uitgebracht in november 2008.

## Tracklist
| 1.                 | Sometimes Things Get, Whatever         | 7:14 |
| 2.                 | Complications                          | 5:30 |
| 3.                 | Slip                                   | 6:44 |
| 4.                 | Some Kind of Blue                      | 6:19 |
| 5.                 | Brazil (2nd Edit)                      | 5:33 |
| 6.                 | Alone With You (Original Mix)          | 7:30 |
| 7.                 | I Remember (met Kaskade & Haley Gibby) | 9:07 |
| 8.                 | Faxing Berlin (Piano Acoustic Version) | 1:39 |
| 9.                 | Faxing Berlin                          | 2:35 |
| 10.                | Not Exactly (Original)                 | 7:59 |
| 11.                | Arguru                                 | 5:29 |
| 12.                | So There I Was                         | 6:48 |
| Totale duur: 72:33 |                                        |      |

## Titel
Mogelijk ligt in de titel van dit album een grapje besloten. De beginletters van de titel Random Album Title vormen het woord "rat", een muisverwant. Dit refereert aan de naam deadmau5 (die uitgesproken wordt als dead mouse, Engels voor "dode muis"). De titel zou dus juist niet "random", willekeurig, zijn.
De titel Random Album Title betekent "willekeurige albumtitel". Gesuggereerd wordt dat niet de moeite is genomen om een echte titel voor het album te bedenken. Tevens kan de titel verwarring scheppen als deze bijvoorbeeld in beeld komt in een mediaspeler, in het display van een mp3-speler of mp4-speler of bij een videoclip (van de hitsingle I Remember, een samenwerking met producer Kaskade en zangeres Haley Gibby, is een videoclip uitgebracht). Het lijkt dan alsof er geen albumtitel bekend is.

## Trivia
- Het nummer Arguru werd geschreven ter nagedachtenis aan Juan Antonio Arguelles Rius, ook bekend als Arguru, een ontwikkelaar van muzieksoftware en muzikant. In juni 2007 stierf hij bij een auto-ongeluk.
- In 2010 werd Zimmermans hitsingle Brazil (2nd Edit) door Alexis Jordan gebruikt als instrumentaal segment van haar eigen single Happiness. In hetzelfde jaar gebruikte Kylie Minogue het nummer Brazil (2nd Edit) als basis voor haar eigen nummer Change Your Mind.